# دمتریوس آمفیپولیسی
دمتریوس آمفیپولیسی (انگلیسی: Demetrius of Amphipolis) یک فیلسوف در قرن چهارم پیش از میلاد و از شاگردان افلاطون بود. او احتمالاً با شخصی که در عهد افلاطون به‌عنوان یکی از مجریان آخرین وصیت او ذکر شده است، یکسان باشد.